# Йодвинське сільське поселення
Йодви́нське сільське поселення (рос. Ёдвинское сельское поселение) — муніципальне утворення у складі Удорського району Республіки Комі, Росія. Адміністративний центр та єдиний населений пункт — селище Йодва.

## Населення
Населення — 1301 особа (2017, 1428 у 2010, 2083 у 2002, 2116 у 1989).